# Corrado III Trinci
Corrado III Trinci, fils de Ugolino (Foligno... – Soriano nel Cimino, 14 juin 1441), est un condottiere italien et seigneur de Foligno depuis l'an 1421 jusqu'au 8 septembre 1439.

## Biographie
Corrado devint co-seigneur de Foligno avec ses fères Niccolò et Bartolomeo.
En 1421, le châtelain de Nocera Umbra, Pietro di Rasiglia, suspectant un adultère entre son épouse et Niccolò, invita toute la famille Trinci à une partie de chasse et en tua tous les membres excepté Corrado qui vengea sa famille en attaquant la ville et en tuant le châtelain. 
Par la même occasion il devenait l'unique seigneur de Foligno.
Corrado III en ravageant les monastères lutta contre l'Église qui dépêcha contre lui Francesco Sforza afin de lui ôter la ville de Foligno. 
Corrado III se défendit mais dut négocier. Il fut confirmé au vicariat Foligno et de Nocera, nommé condottiere de Martin Ve et envoyé conquérir Pérouse contre Oddo Fortebracci. En sous-main, il continua à favoriser les ennemis de l'église et en 1428 il reprit de nouveau les armes contre elle.
En 1434, il lutta contre Coccorone (l'actuelle Montefalco) qui s'était rebellée et arriva à la soumettre. De nouveau, Francesco Sforza envoya son fère combattre Corrado III mais celui-ci fut défait.
En 1435 Corrado dut se soumettre au pape qui en 1438 lui confirma son autorité sur Montefalco. Au cours de cette même année il favorisa la rébellion de Pirro Tomacelli, seigneur de Spolète et la ville fut saccagée.
À la suite d'un massacre perpétré pour des raisons personnelles, il subit la colère du pape Eugene IVe qui lui envoya le cardinal Giovanni Maria Vitelleschi afin de détruire la famille Trinci. 
Assiégé à Foligno, il se défendit mais ses concitoyens se rappelant du massacre le trahirent et ouvrirent en 1439 les portes de la ville au cardinal. 
Se voyant perdu, il tenta de fuir mais fait prisonnier il fut d'abord conduit à Spolète puis au château de Soriano près de Viterbe où le 14 juin 1441 il fut étranglé en même temps que ses deux fils.